# アナベナ
アナベナ（Anabaena）は、藍藻綱ネンジュモ目ネンジュモ科アナベナ属に分類される生物群の総称。青緑色の藻類で、プランクトンとしても認識される。

## 概要
青緑色の細胞が数珠のようにつながって糸状体を形成しており、群体の端から端まで基本的に同じ太さとなる。細胞の形は球形か樽形で、顆粒やガス小胞を含む異型細胞を持つ場合もある。
アナベナには空気中の窒素を同化する窒素固定能があり、アカウキクサなど一部の植物と相利共生している。またアナベナは神経毒を生成する藍藻の一種で、野生動物をはじめ家畜やペットなどに害を与えることもある。夏期には大量発生してアオコを形成することもある。
1999年には、アナベナのDNAを解析するシーケンシングプロジェクトが開始され、全ゲノム（720万塩基対）が解読された。研究対象としては、窒素をアンモニアに固定する能力を持った異型細胞に焦点を当てられることが多い。またある種のアナベナは水田を肥沃にするための自然肥料として用いられている。

## アナベナの窒素固定
窒素が限られた環境では、アナベナの栄養細胞は変形して異型細胞となる。異型細胞は窒素固定に特化しており、呼吸量の増加や、酸素を産出する光化学系IIの不活性化などによって、栄養細胞内は低酸素環境となる。また細胞壁外膜は肥厚する。そのような細胞内でニトロゲナーゼが生産され、糖代謝によって産生された還元剤とATPを消費して、N2からNH3を生産する。この過程は可視光によって光化学系Iが活性化されることで起こっている。糖代謝で用いられる糖はおそらくスクロースの一種で、栄養細胞内で生成され、異型細胞に輸送される。輸送の際には、糖と引き換えに、異型細胞で固定された窒素がアミノ酸の形で栄養細胞に輸送される。

## 種
- A. aequalis
- A. affinis

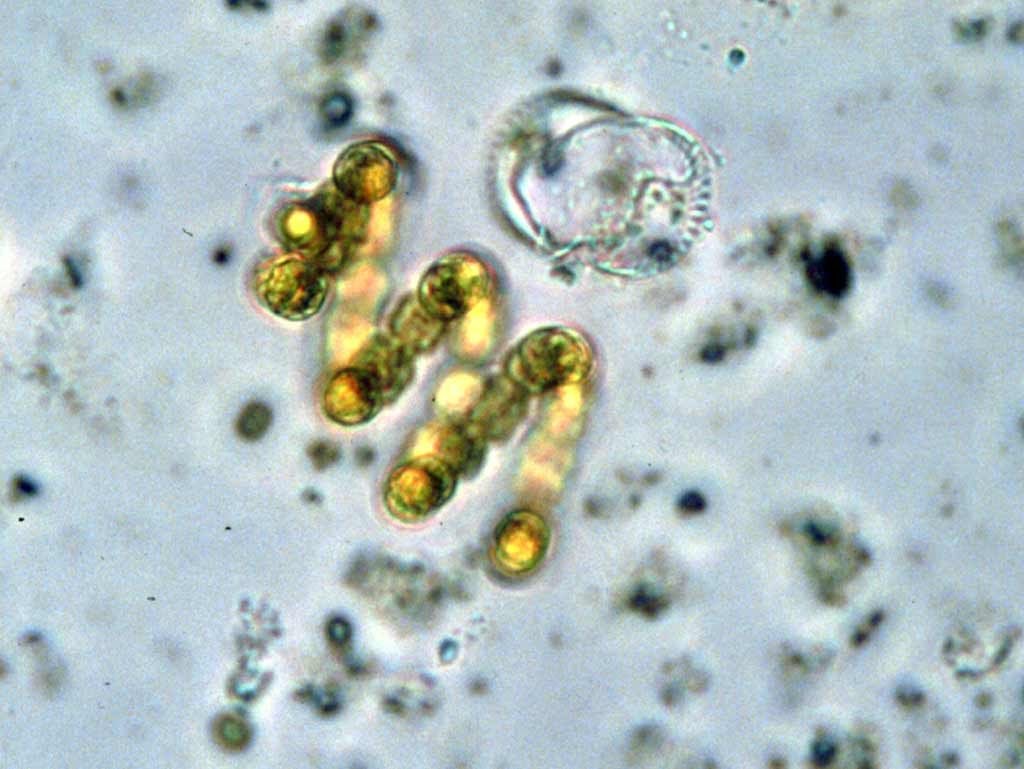
アナベナ・スプロイデス

- A. angstumalis
  - A. angstumalis angstumalis
  - A. angstumalis marchita
- A. aphanizomendoides
- A. azollae - アゾラ（アカウキクサ属）と共生。
- A. bariabilis - ヒョウタンゴケと共生。
- A. bornetiana
- A. catenula
- A. cedrorum
- A. circinalis
- A. confervoides
- A. constricta
- A. cyanobacterium
- A. cycadeae
- A. cylindrica
- A. echinispora
- A. felisii
- アナベナ・フロスアクアエ A. flos-aquae
  - A. flos-aquae flos-aquae
  - A. flos-aquae minor
  - A. flos-aquae treleasei
- A. helicoidea
- A. inaequalis
- A. lapponica
- A. laxa
- A. lemmermannii
- A. levanderi
- A. limnetica
- A. macrospora 
  - A. macrospora macrospora
  - A. macrospora robusta
- A. monticulosa
- A. nostoc
- A. oscillarioides
- A. planctonica
- A. raciborskii
- A. scheremetievi
- A. sphaerica
- アナベナ・スプロイデス A. spiroides
  - A. spiroides crassa
  - A. spiroides spiroides
- A. subcylindrica
- A. torulosa
- A. unispora
- A. variabilis
- A. verrucosa
- A. viguieri
- A. wisconsinense
- A. zierlingii